# Bilingüe de Idalion
El bilingüe de Idalion es una inscripción bilingüe chipriota-fenicia encontrada en 1869 en Idalion, Chipre. Fue la clave para descifrar el silabario chipriota, a la manera de la Piedra Rosetta para los jeroglíficos egipcios. El descubrimiento de la inscripción fue anunciado por primera vez por Paul Schröder en mayo de 1872. Está fechado en 388 a. C. El texto fenicio se conoce con los códigos KAI 38 y CIS I 89.
Fue descubierto por Robert Hamilton Lang en sus excavaciones en el Templo de Idalion (actual Dali), cuyo trabajo allí se inspiró en el descubrimiento de la Tablilla de Idalion en 1850. La piedra fue encontrada en el centro del templo, junto con las otras cinco inscripciones del Templo de Idalion. Se cree que la piedra fue un pedestal para una estatua, ya que aparentemente hay un agujero para una clavija en la parte superior.

Lang escribió sobre su descubrimiento:
El monumento más valioso descubierto por mis excavaciones es, sin duda, la inscripción bilingüe en chipriota y fenicio, grabada en mármol; una inscripción que, estoy seguro, será en última instancia el medio que permitirá a los filólogos descifrar el alfabeto chipriota ... La inscripción bilingüe demuestra también que los dos alfabetos, fenicio y chipriota, tuvieron una existencia contemporánea.
Actualmente se halla en los archivos del Museo Británico, con número de identificación BM 125320. Se exhibió en el Museo Fitzwilliam de Cambridge en 2018.

## Inscripción

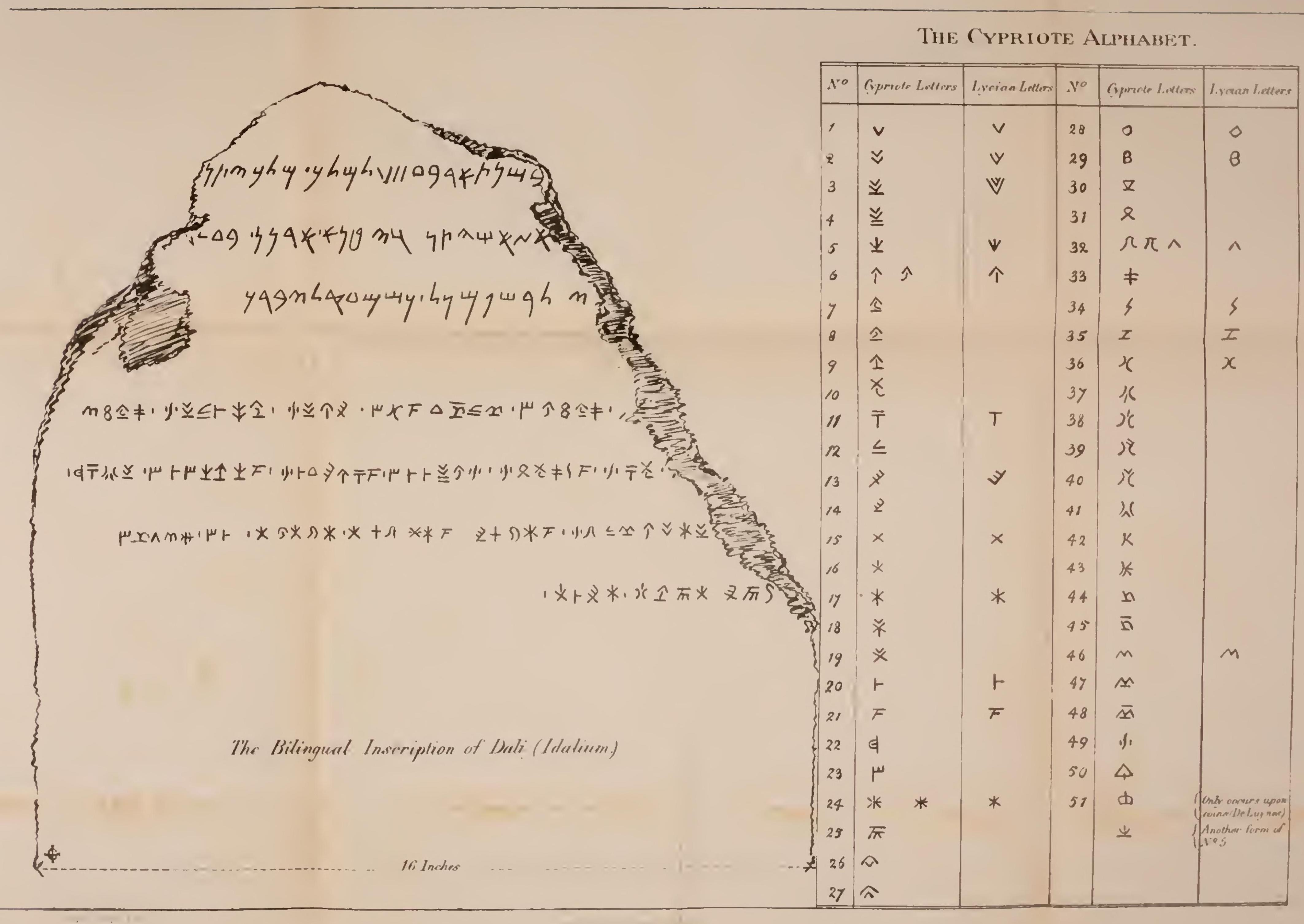
Calco del desciframiento del silabario chipriota por parte de George Smith, que lo compara con el alfabeto licio

### Fenicio
La inscripción fenicia tiene tres líneas y está escrita de derecha a izquierda.
[𐤁𐤉𐤌𐤌 ? 𐤋𐤉𐤓𐤌𐤇 ?] 𐤁𐤔𐤍𐤕 𐤀𐤓𐤁𐤏 𐤖𐤖𐤖𐤖 𐤋𐤌𐤋𐤊 · 𐤌𐤋𐤊𐤉𐤕𐤍 [𐤌𐤋𐤊]
[bymm ? lyrmḥ ?] bšnt ʾrbʿ 4 lmlk · mlkytn [mlk]
[En el día ? del mes ?] en el año cuarto (4) del rey Milkyaton, [rey de]
[𐤊𐤕𐤉 𐤅𐤀𐤃𐤉𐤋 𐤎𐤌𐤋] 𐤀𐤆 𐤀𐤔 𐤉𐤕𐤍 𐤅𐤉𐤈𐤍 · 𐤀𐤃𐤍 · 𐤁𐤏𐤋𐤓[𐤌]
[kty wʾdyl sml] ʾz ʾš ytn wyṭn · ʾdn · bʿlr[m]
[Kition e Idalion: esta es] la estatua que fue donada y erigida por el señor Baalro[m,]
[𐤁𐤍 𐤏𐤁𐤃𐤌𐤋𐤊 𐤋𐤀𐤋]𐤉 𐤋𐤓𐤔𐤐 𐤌𐤊𐤋 · 𐤊 𐤔𐤌 𐤒𐤋 𐤉𐤁𐤓𐤊
[bn ʿbdmlk lʾl]y lršp mkl · k šm ql ybrk
[hijo de Abdimilk, a su di]os Reshep Mikal, porque oyó su voz: bendígase.

### Chipriota
La inscripción chipriota está escrita en griego. Tiene cuatro líneas y también está escrita de derecha a izquierda. Fue utilizada por George Smith para descifrar el silabario chipriota en 1871. Está fechada en 388 a. C. Posteriormente, el egiptólogo Samuel Birch (1872), el numismático Johannes Brandis (1873), los filólogos Moritz Schmidt, Wilhelm Deecke, Justus Siegismund (1874) y el dialectólogo HL Ahrens (1876) se basaron en el desciframiento de la piedra por parte de Smith.
] '  𐠞𐠪𐠐𐠵𐠩 ' 𐠖𐠑𐠌𐠅𐠰𐠜𐠩 ' 𐠋𐠯𐠃𐠚 ' 𐠊𐠁𐠭𐠑𐠃𐠚 ' 𐠞𐠪𐠐𐠄
] ' pa-si-le-wo-se ' mi-li-ki-ja-to-no-se ' ke-ti-o-ne ' ka-e-ta-li-o-ne ' pa-si-le-u
[En el cuarto año] del rey Milkyaton, reinando sobre Kition e Idalion,
]𐠕𐠙𐠚 ' 𐠰𐠟𐠞𐠕𐠦𐠚 ' 𐠚𐠵𐠫𐠭𐠭𐠩 ' 𐠰𐠙𐠯𐠥𐠅𐠭𐠚 ' 𐠰𐠮𐠊𐠮𐠩𐠭𐠩 ' 𐠃𐠲𐠙𐠸
]-me-na-ne ' to-pe-pa-me-ro-ne ' ne-wo-so-ta-ta-se ' to-na-ti-ri-ja-ta-ne ' to-te-ka-te-se-ta-se ' o-wa-na-kse
[en el último (día)] del periodo de cinco días intercalares, el príncipe
]𐠃𐠀𐠠𐠯𐠖𐠑𐠍𐠚 ' 𐠰𐠀𐠡𐠒𐠛 ' 𐠰𐠀𐠘𐠍𐠒𐠂 ' 𐠀𐠡𐠂𐠵𐠂 ' 𐠭𐠩 ' 𐠁𐠄𐠍𐠏𐠩
]-o-a-pi-ti-mi-li-ko-ne ' to-a-po-lo-ni ' to-a-mu-ko-lo-i ' a-po-i-wo-i ' ta-se ' e-u-ko-la-se
[Baalrom hijo d]e Abdimilk, ha dedicado esta estatuilla a Apollo Amyklos, quien ha cumplido su deseo.
[𐠁]𐠟𐠱𐠋 ' 𐠂𐠱𐠊𐠂 ' 𐠀𐠊𐠭𐠂 '
[e]-pe-tu-ke ' i-tu-ka-i ' a-ka-ta-i '
[A l]a buena fortuna.